# Dicranomyia (Dicranomyia) nigrobarbata
Dicranomyia (Dicranomyia) nigrobarbata is een tweevleugelige uit de familie steltmuggen (Limoniidae). De soort komt voor in het Oriëntaals gebied.